# 汉字改革
汉字改革包含简化字问题、汉字拉丁化问题、规范汉字使用问题。汉字改革的主要出发点是汉字过于复杂，认读学习时间长。争论的主要体现是“汉字落后论”和“汉字优越论”。
中华人民共和国建立后，毛泽东提出文字改革“要走世界文字共同的拼音方向”，主张将表意性质的汉字改变为表音性质的拼音文字，即“拼音化”。“汉字简化”、汉语拼音以及普通话推广等问题作为汉字“拼音化”的准备工作，本身都不属于文字改革，然而随着汉字“拼音化”的失败，广义上也被看为汉字改革的一部分。

## 改革歷史

### 中华民国大陆时期
1935年中华民国教育部公布“第一批简体字表”，共三百二十四字，现代人所谓“简体字”，大多指的是这份字表中所列出的简体字，但遭部分人士如戴季陶反对。
1936年国民政府下令不必推行“简体字”，此后主张简体字者仍继续推动汉字简化方案，但未获国民政府同意实施。
1949年初，国语罗马字的创始人之一黎锦熙给吴玉章写信并当面交换对文字改革的见解。1949年8月25日，吴玉章给毛泽东写信，请示当前文字改革工作指导原则：“根据文字应当力求科学化、国际化、大众化的原则，中国文字应改成拼音文字，并以改成罗马字的，也就是拉丁化的拼音为好，不要注音字母式拼音与日本假名式拼音。”毛泽东把信批复给郭沫若、茅盾等人研究。
1949年8月28日，吴玉章等在华北大学举行了文字改革协会第三次发起人会议，新增胡乔木、聂真为发起人。
1949年9月1日，毛泽东指定吴玉章、成仿吾、范文澜、马叙伦、郭沫若、沈雁冰（笔名茅盾）等共同组织中国文字改革协会。

### 中华人民共和国时期

#### 改革筹备阶段
1949年10月1日，中华人民共和国成立。10月10日，中国文字改革协会正式成立。10月20日，中国文字改革协会举行了第一次理事会议，决定把研究拼音文字作为主要任务。12月4日，中国文字改革协会召开了第一次常务理事会，推选吴玉章为常务理事会主席兼拼音方案研究委员会主任；推选黎锦熙、胡乔木为副主席兼拼音方案研究委员会副主任。中国文字改革协会成立不到半年，就收到了几百种汉语新文字方案。
1950年7月，教育部邀请在京的语文研究工作者30多人座谈，提出了组织中国文字改革研究委员会的建议。1951年12月26日，在周恩来指示下，於中央人民政府政务院文化教育委员会下设立一个中国文字改革研究委员会。1952年2月5日，中国文字改革研究委员会召开成立大会，由马叙伦主持。
中国共产党中央委员会为了加强对文字改革工作的指导，于1953年10月1日在党中央成立了中央文字问题委员会。1953年11月21日，中央文字问题委员会召开第二次会议，研究了整理和简化汉字问题；根据中国文字改革研究委员会一年多来研究所得的材料，向中央写了请示报告，提出了可以首先实行的4项初步改革办法。即：
1. 推行简化字。
2. 统一异体字。
3. 确定常用字，并对非常用字加拼音。
4. 极少数汉字改用拼音字母。

1954年10月8日，第一届全国人民代表大会常务委员会第二次会议，批准设立中国文字改革委员会，作为国务院直属机构。11月20日，国务院任命吴玉章为中国文字改革委员会主任，胡愈之为副主任；吴玉章、胡愈之、韦悫、丁西林、叶恭绰为常务委员，并进行成立中国文字改革委员会的筹备工作。12月23日，中国文字改革委员会正式成立并举行第一次全体会议。会议最后通过了修正后的《汉字简化方案（初稿）》和《一九五五年工作计划大纲（草案）》。在成立大会上吴玉章提出工作任务，这就是做好三项准备工作：
1. 制定《汉字简化方案》
2. 制定《汉语拼音方案》
3. 研究和推行标准音（普通话）的教学。

1955年5月6日，刘少奇听取汇报后，提出三点意见：
1. 为了减少社会震动，简化字要分期分批进行，原来的繁体字要保留一个时期（另見传承字），不要马上废除。
2. 汉民族要有统一的语言，学校要用普通话进行教学。可以考虑做出这样的规定：老师在一定时期内学会普通话，今后凡是不会讲普通话的，不能当教师。
3. 拼音方案制定后，要用来作试验，可以试译《毛泽东选集》。

#### 推行阶段
教育部和文改会于1955年10月15日至23日，联合召开了全国文字改革会议。参加会议的有来自全国28个省、市、自治区和中央一级有关机关、人民团体和部队的代表207人。会议上提出用“普通话”代替“国语”这个名称，并确定了普通话“以北京语音为标准音”的语音标准，从而解决了《汉语拼音方案》的语音标准问题。中国文改会秘书长叶籁士汇报了几年来研制汉语拼音方案的工作情况，同时提出六种汉语拼音方案的初稿，征求到会代表的意见。会议代表讨论并一致通过《汉字简化方案修正草案》和《第一批异体字整理表草案》。

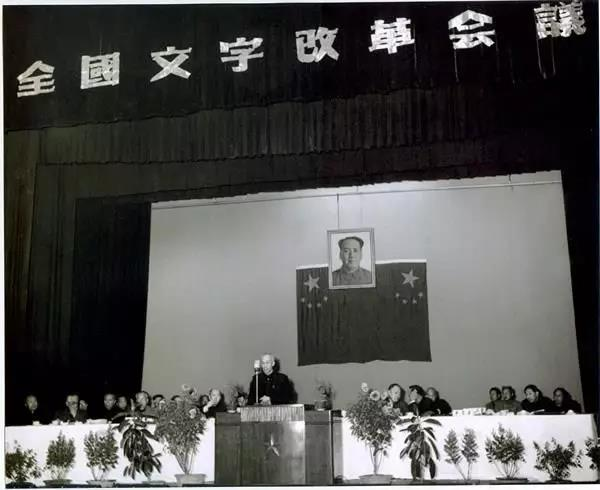
全国文字改革会议

从1956年1月1日起，中华人民共和国境内报刊实行了横排横写。1月27日，中共中央《关于文字改革工作问题的指示》，批转了1955年11月23日中国文字改革委员会党组和教育部党组《关于全国文字改革会议的情况和目前文字改革工作的请示报告》。《指示》所批准的文字改革方针是：“汉字必须改革，汉字改革要走世界文字共同的拼音方向，而在实现拼音化以前，必须简化汉字，以利目前的应用，同时积极进行拼音化的各项工作。” 1月28日，国务院全体会议第23次会议通过了《关于公布〈汉字简化方案〉的决议》，并决定成立中央推广普通话工作委员会，由陈毅担任主任。1月31日，中国科学院语言研究所成立了普通话审音委员会，开始审订普通话异读词的读音；2月6日，国务院发布《关于推广普通话的指示》。
1956年10月10日，国务院批准成立了汉语拼音方案审订委员会，任命郭沫若为主任，张奚若、胡乔木为副主任，委员有16人。审订委员会成立以后，召开五次会议，多次商讨，并邀请在京的语言、教育、文艺、新闻、出版、科技、翻译各界以及部队和人民团体的代表178人举行座谈，同时向京外39个城市的100位语文工作者书面征求意见。

#### 改革开放后
1979年9月，由曹余章、许宝华、颜逸明、杨春霖、张静等57人发起，胡愈之、吕叔湘、王力、叶籁士等14人赞助，提出了“成立高等院校文字改革研究会倡议书”。1980年3月25日，国务院发出《关于充实和加强中国文字改革委员会的通知》，充实和加强后的中国文字改革委员会于1980年5月20日召开了第一次全体会议。全国高等院校文字改革学会于1981年7月13日至7月20日在黑龙江省哈尔滨市举行成立大会。

1984年9月25日，国务院批准成立语言文字应用研究所（简称“语用所”）。中国文字改革委员会于1984年年底，召开了文字改革工作座谈会。经过充分讨论，会议认为：在新的形势下，文字改革诸项任务中推广普通话的工作应该提到首位。会议还明确指出：在今后一个相当长的历史时期内，汉字将在中国语文生活中继续发挥重要的作用，它将与汉语拼音相辅相成，共同为现代化建设服务。
1985年初，国务院同意了中国文字改革委员会《关于文字改革工作座谈会情况的报告》。1985年12月16日，国务院决定将中国文字改革委员会改名为国家语言文字工作委员会（简称“国家语委”）。1998年，国家语委并入教育部， 语用所成为教育部直属的科研单位。

## 改革内容
除中文外，世界上大多数语言都使用拼音文字。中国文改分子为了发展出拉丁化的汉语拼音文字，在汉语拼音方案的基础上研究分词连写和分化定型同音词等问题。中国语文现代化学会为在中国实现一语双文做了很多工作。但这些人的观点和行动已不被中国政府和人民群众所接受。
中華人民共和國成立後對漢字作了一系列的改革和整理。包括：
1. 拉丁轉寫（汉语拼音方案）
2. 定形（印刷通用漢字字形表、第一批异形词整理表、现代汉语通用字表、建議中之通用规范汉字表）
3. 定音（普通话异读词审音表）
4. 定義（出版、整理各種字典、詞典，例如整理辭源、辭海，出版新華字典、現代漢語詞典、漢語大字典、漢語大詞典等）
5. 定量（字頻統計、常用字表等，例如现代汉语常用字表、现代汉语通用字表）
6. 簡化（汉字简化方案及後續之简化字总表）
7. 異體字整理（第一批异体字整理表）

自从1986年废除第二批简化字以来，中国政府采用了以维持现状，追求语言文字使用的连续性和稳定性为主的语言文字政策，目前已经放弃汉字拉丁化的计划，反而根据社会上的用字情况，恢复了部分异体字。

## 代表人物
- 改革派：吕叔湘、周有光。其他：王均、刘涌泉、冯志伟。1980年，在全国高等院校文字改革学会筹委会的支持下。创办了《语文现代化》的刊物，讨论文字改革的诸方面问题。

- 传统派：袁晓园、安子介

## 其他国家比较
在越南，1885年法国殖民者占领越南后，强力推行越南文字拼音化，越南成为拉丁字母国家，殖民地时期拼音化的越南“国语字”被法国殖民者称之为的“法国人的赠物”的“文明化”的象徵，独立运动推进以后、民族主义者认为汉字和喃字具有不便性和非效率性，国语字成为了独立后的越南语的正式表记法。一般越南国民都毫无疑义地把国语字作为正式标记法。

## 外部連結
- 脫漢運動 （页面存档备份，存于）
- 台灣羅馬字協會官方網站（页面存档备份，存于）
- （漢字改革爭論的部分過程） （页面存档备份，存于）
- 漢字改革方案集 （页面存档备份，存于）
- Wikipedia ê Holopedia：白話字的百科全書 （页面存档备份，存于）
- 表音方块字 （页面存档备份，存于）